# 모아시르 바르보자
모아시르 바르보자 두 나시멘투(브라질 포르투갈어: Moacir Barbosa do Nascimento, 1921년 3월 27일~2000년 4월 7일)는 브라질의 은퇴한 축구 선수로 선수 시절 포지션은 골키퍼였다.

## 구단 경력
1940년 프로에 데뷔한 이후 1945년부터 1955년까지 바스쿠 다 가마의 주전 골키퍼로 맹활약하며 1948년 캄페오나토 수다메리카노 데 캄페오네스 우승, 토르네이우 히우 상파울루 1회 우승 및 4회 준우승, 캄페오나투 카리오카 6회 우승 및 1회 준우승, 1953년 옥토고나우 히바다비아 코레아 메이에르 우승 등에 이바지했다.
그러나 1953년 다리에 입은 큰 부상의 여파로 소속팀에서의 주전 경쟁에서 완전히 밀려났고 이후 여러 프로팀을 전전하다가 결국 1962년 41세의 나이에 현역 생활을 마감했다.

## 국가대표 경력

### 브라질 A대표팀
1950년 FIFA 월드컵 개최 1년 전에 자국에서 열린 1949년 CONMEBOL 챔피언십에 출전하여 브라질의 27년만의 코파 아메리카 통산 3번째 우승에 공헌했고 이듬해에 또 다시 자국에서 열린 1950년 FIFA 월드컵 본선에도 참가하여 조별리그 3경기 2실점의 수비를 바탕으로 팀의 결선 리그 진출을 이끌었다.
그리고 결선 리그에서도 스웨덴과 스페인을 상대로도 단 2점만 내주는 활약으로 팀의 우승 가능성을 높였지만 우루과이와의 최종전에서 2골을 얻어맞고 1-2로 패함과 동시에 다 잡았던 우승 트로피를 우루과이에 내주면서 역적으로 내몰렸고 결국 이를 계기로 브라질 A대표팀에서 사실상 영구 퇴출당했다.

## 은퇴 이후
1963년 마라카낭 스타디움으로부터 나무로 만든 골포스트를 선물받았고 이후 친구를 초대해 그 앞에서 선물 받은 포스트를 모두 불태워버렸다고 한다.
그리고 길을 걷던 도중 한 아이가 엄마에게 '저 사람이 누구냐?'라고 물어보자 엄마는 '브라질 국민들을 절망과 불행의 늪으로 몰아놓은 자'라며 비난하기도 했고 1990년대초에는 어느 경기의 라디오 중계를 하려 했으나 거절당했으며 1993년에는 대표팀 훈련장을 방문하고자 했으나 당시 브라질 축구 연맹 회장은 '팀에게 불운을 가져다준다'는 이유로 거절했다.
그 후 1997년 아내를 암으로 잃었고 2000년 79세의 나이에 심장 질환으로 사망하기 이전에 있었던 언론과의 인터뷰를 통해 “브라질에서는 아무리 중대한 범죄를 저질러도 징역 30년형 이상에 처하지 않는데 나는 (1950년에 있었던) 우루과이와의 경기 이후에 50년 동안 죄인처럼 살아왔다.”라는 소감을 밝히기도 했다.

## 수상

### 구단
바스쿠 다 가마
- 캄페오나토 수다메리카노 데 캄페오네스 : 우승 (1948)
- 토르네이우 히우 상파울루 : 우승 (1958), 준우승 (1950, 1952, 1953, 1959), 3위 (1957)
- 캄페오나투 카리오카 : 우승 (1945, 1947, 1949, 1950, 1952, 1958), 준우승 (1948)
- 토르네이우 옥토고나우 히바다비아 코레아 메이에르 : 우승 (1953)

### 국가대표팀
브라질
- 코파 아메리카 : 우승 (1949), 준우승 (1953), 3위 (1959)
- FIFA 월드컵 : 준우승 (1950)

### 개인
- 국제축구역사통계연맹 선정 20세기 브라질 골키퍼 3위
- 국제축구역사통계연맹 선정 20세기 남미 골키퍼 11위

## 같이 보기
- 안드레스 에스코바르
- 로베르토 바조

### 참고주
1. ↑  Bellos, Alex (2000년 7월 15일). “For 50 years one moment has haunted Brazil. Why?”. 《가디언》 (영어). 2019년 6월 10일에 확인함.